# بير أولاف اولسن
بير أولاف اولسن (بالنرويجية البوكمول: Per Olaf Olsen)‏ هو لاعب رماية نرويجي، ولد في 13 مايو 1871 في درامن في النرويج، وتوفي في 18 مارس 1919 في Nordstrand, Norway ‏ في النرويج.

## وصلات خارجية
- بير أولاف اولسن على موقع أوليمبيديا (الإنجليزية)